# Guarromán
Guarromán és un municipi situat al nord de la província de Jaén.
Es troba a 345 m d'altitud i 52 km al nord de Jaén. Pertany a la comarca de Sierra Morena. Té 2.904 habitants (INE de 2006), sobre un terme municipal de 96,01 km², que es troba escindit en dues zones, trobant-se el nucli urbà en l'enclavament nororiental. Els seus habitants reben el gentilici de guarromanencs.

## Demografia
| 1900 | 1910 | 1920 | 1930 | 1940 | 1950 | 1960 | 1970 | 1981 | 1991 | 2001 | 2006 |
| ---- | ---- | ---- | ---- | ---- | ---- | ---- | ---- | ---- | ---- | ---- | ---- |
| 3281 | 3932 | 3281 | 3658 | 3276 | 3626 | 3837 | 3116 | 3131 | 2891 | 2738 | 2904 |